# Миколенко Юрій Михайлович
Юрій Михайлович Миколенко — український військовослужбовець, бригадний генерал Збройних Сил України, кандидат військових наук.

## Життєпис
Народився у 1965 році у селі Богачівка Звенигородського району Черкаської області. Українець. 
З 5 серпня 1983 року в Збройних Силах.
У 1987 році закінчив Харківське гвардійське вище танкове командне училище. Згодом — командний факультет Академії ЗС України в 1996 році.
З 26 липня 2004 року на посаді заступника командира 30 окремої механізованої бригади. У подальшому обіймав посаду і командира бригади.
Станом на червень 2014 року на посаді заступника начальника Головного командного центру Збройних сил України.
Станом на червень 2022 року керівник сектору оборони Броварського району.
У другій половині 2022 року очолив Командно-штабний інститут застосування військ (сил) Національного університету оборони України.

## Нагороди
За особисту мужність і самовіддані дії, виявлені у захисті державного суверенітету та територіальної цілісності України, вірність військовій присязі відзначений:
- орденом Данила Галицького [8]
- орденом Богдана Хмельницького III ступеня [9]